# 뉴타바루 기지
뉴타바루 기지(新田原基地 뉴타바루 키치[*], 영어: JASDF Nyutabaru Air base, ICAO: RJFN)은 일본 미야자키현 고유군 신토미정에 있는 항공자위대의 군용비행장이다. 제5항공단과 비행교도대가 주둔하고 있다.
민간교류를 위해 매년 11월말부터 12월 초에 기지가 공공에 개방되며, 블루 임펄스의 비행 에어쇼가 개최된다.

## 역사
일본 제국 시절에는 육군 항공대의 관할 비행장으로서, 정진집단 등의 일본 공수부대가 주둔하였다. 태평양 전쟁의 종전 이후에는 농림수산성의 관할지로 넘어가, 민간에 토지가 팔렸섰다. 1954년에 항공자위대가 설립되어 조종사 육성을 위해 록히드 T-33A 훈련기을 운용하는 제3조종학교 분교를 주축으로 1957년 12월에 민간으로부터 토지를 사들여 기지를 건설하여, 제3조종학교 부교가 설치되고, 항공보안관제기상군 예하 뉴타바루 분견대, 뉴타바루 경무분견대가 주둔하기 시작하였다.
1961년 7월, F-86F 전투기를 운용하는 마쓰시마 기지의 제5항공단과 제6비행대가 이사왔다. 이듬해 1월, 같은 F-86F를 운용하는 제10비행대가가 창설되었다.
1963월 1일, 제17비행교육단이 해체되었다.
1964년 3월, 기지 안에 2,700 m 가량의 활주로가 완공되었다.

## 주둔
- 항공총대
  - 비행교도대 (F-15J/DJ, T-4)
  - 서부항공방면대
    - 서부항공설비대 제2작업대
    - 제5항공단 사령부
      - 제301비행대 (F-4EJ)
- 항공지원집단
  - 항공구난단, 비행군
    - 뉴타바루 구난대 (U-125A/UH-60J)

  - 항공보안관제군
    - 뉴타바루 관제대

  - 항공기상군
    - 뉴타바루 기상대
- 항공교육집단, 비행교육항공대
  - 제23비행대 (F-15DJ, T-4)
- 뉴타바루 지방경무대

## 같이 보기
- 항공자위대의 기지 목록